# Korfball na World Games 2017
Turniej w korfballu na World Games 2017 we Wrocławiu rozgrywany był w dniach 21-25 lipca 2017 roku. Rywalizacja toczyła się w drużynach mieszanych.

## Uczestnicy
- Holandia
- Polska
- Chińskie Tajpej
- Belgia
- Niemcy
- Wielka Brytania
- Chiny
- Australia

## Faza grupowa[1]

### Grupa A
| Zespół    | Pkt | M | W | P | Br+ | Br− | +/− |
| --------- | --- | - | - | - | --- | --- | --- |
| Holandia  | 9   | 3 | 3 | 0 | 87  | 36  | 51  |
| Belgia    | 6   | 3 | 2 | 1 | 78  | 45  | 33  |
| Australia | 3   | 3 | 1 | 2 | 43  | 79  | -36 |
| Chiny     | 0   | 3 | 0 | 3 | 46  | 94  | -48 |

Holandia – Chiny 33:10
Australia – Belgia 8:26
Chiny –  Australia 23:25
Holandia – Belgia 24:16
Australia – Holandia 10:30
Belgia – Chiny 36:13

### Grupa B
| Zespół          | Pkt | M | W | P | Br+ | Br− | +/− |
| --------------- | --- | - | - | - | --- | --- | --- |
| Chińskie Tajpej | 9   | 3 | 3 | 0 | 74  | 46  | 28  |
| Niemcy          | 6   | 3 | 2 | 1 | 52  | 49  | 3   |
| Wielka Brytania | 3   | 3 | 1 | 2 | 51  | 47  | 4   |
| Polska          | 0   | 3 | 0 | 3 | 42  | 77  | -35 |

Chińskie Tajpej – Niemcy 22:14
Polska – Wielka Brytania 11:23
Chińskie Tajpej – Wielka Brytania 23:16
Polska – Niemcy 15:25
Wielka Brytania – Niemcy 12:13
Polska – Chińskie Tajpej 16:29

## Faza medalowa[2]

### Półfinały o miejsca 5-8
| 24.07 | Chiny | 27:24 | Wielka Brytania |

| 24.07 | Polska | 18:20 | Australia |

### Półfinały
| 24.07 | Belgia | 18:22 | Chińskie Tajpej |

| 24.07 | Holandia | 25:13 | Niemcy |

### Mecz o siódme miejsce
| 25.07 | Wielka Brytania | 25:18 | Polska |

### Mecz o piąte miejsce
| 25.07 | Chiny | 19:17 | Australia |

### Mecz o trzecie miejsce
| 25.07 | Belgia | 24:9 | Niemcy |

### Finał
| 25.07 | Chińskie Tajpej | 14:26 | Holandia |

## Klasyfikacja medalowa
| Miejsce | Zespół          |
| ------- | --------------- |
|         | Holandia        |
|         | Chińskie Tajpej |
|         | Belgia          |
| 4       | Niemcy          |
| 5       | Chiny           |
| 6       | Australia       |
| 7       | Wielka Brytania |
| 8       | Polska          |